# Bigbig Studios
Bigbig Studios foi um pequeno estúdio do Reino Unido. A empresa foi fundada em 2001 por um núcleo de ex-empregados Codemasters. A empresa foi criada com a ajuda da Evolution Studios. Localizado na Leamington Spa no Reino Unido. 
Bigbig Studios e a Evolution Studios foram adquiridas pela Sony Computer Entertainment, em Setembro de 2007.
Encerrou as atividades em 10 de janeiro de 2012.

## Jogos
- Pursuit Force (PlayStation Portable)
- Pursuit Force: Extreme Justice (PlayStation Portable)
- MotorStorm: Arctic Edge (PlayStation 2 e PlayStation Portable)
- Pursuit Force: Extreme Justice (PlayStation 2) (cancelado devido ao lançamento do Playstation 3)